# Ehrenfriedhof Hausdülmen

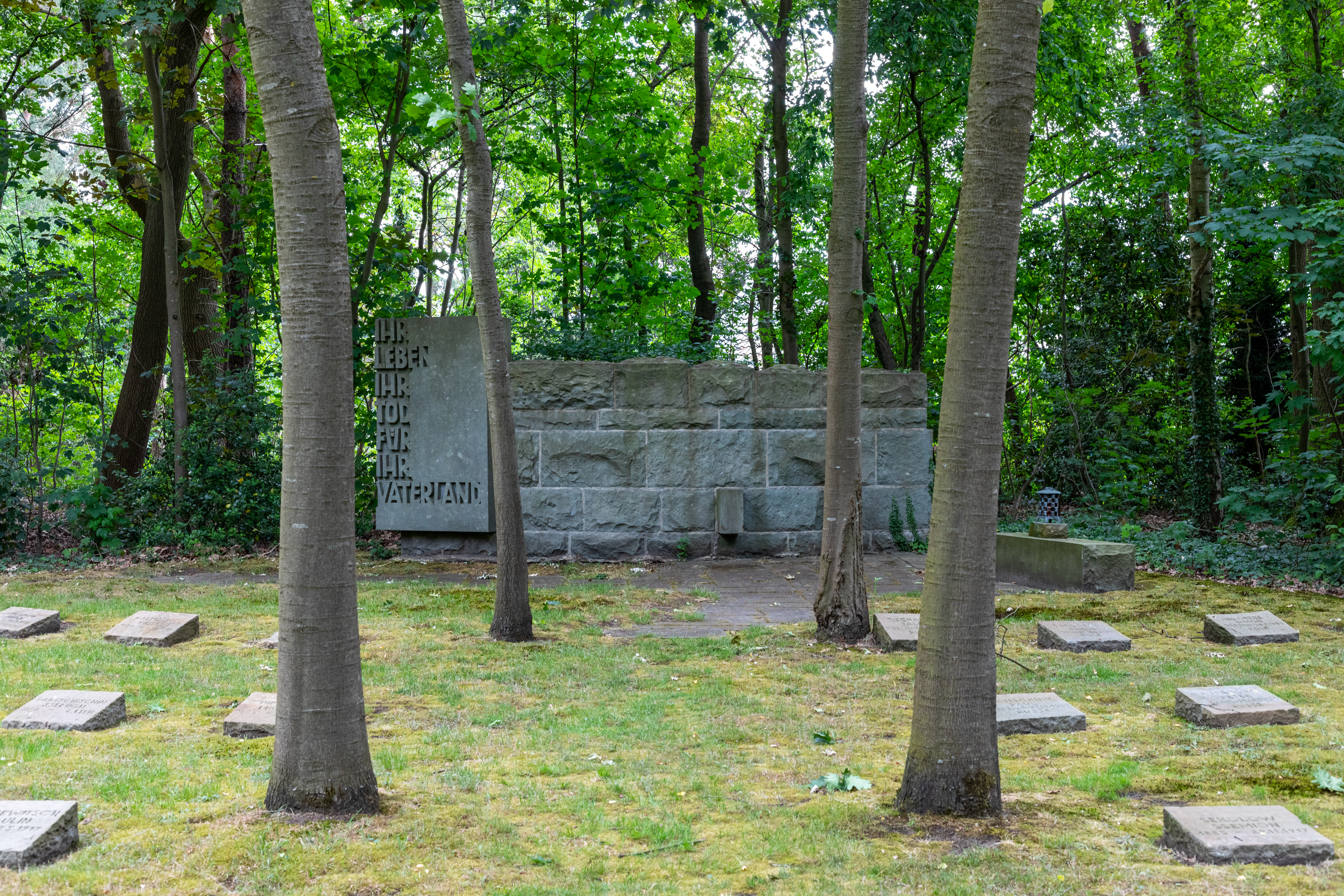
Ehrenfriedhof Hausdülmen, 2020

Der Ehrenfriedhof Hausdülmen ist eine Kriegsgräberstätte nahe der Großen Teichsmühle an der Friedensallee in Hausdülmen, Kreis Coesfeld. Auf ihm ruhen 602 Tote. Aus dem Ersten Weltkrieg sind dies 541 Russen, 44 Rumänen, 2 Belgier und 1 Serbe. Sie wurden 1965 vom Friedhof des Dülmener Lagers umgebettet, als die Abbaufläche des Silbersees II erweitert wurde.
Acht Russen, fünf Polen und ein Belgier stammen aus dem Zweiten Weltkrieg. Am 19. November 1967, dem Volkstrauertag, wurde der Ehrenfriedhof durch einen Geistlichen nach orthodoxem Ritus in russischer Sprache eingeweiht. Die Johann-Gutenberg-Hauptschule in Dülmen übernahm 1998 die Patenschaft.